# Copa de Algarve 2008
La Copa de Algarve de 2008 fue la decimoquinta edición de este torneo. Es una competición anual de fútbol femenino organizada en la región de Algarve en Portugal.
Estados Unidos obtuvo su sexta Copa de Algarve al vencer a Dinamarca por 2 a 1.

## Equipos participantes
| Equipo         | FIFA Rankings (diciembre de 2007) |
| -------------- | --------------------------------- |
| Alemania       | 1                                 |
| Estados Unidos | 2                                 |
| Suecia         | 3                                 |
| Noruega        | 5                                 |
| Dinamarca      | 8                                 |
| China          | 13                                |
| Italia         | 14                                |
| Finlandia      | 16                                |
| Islandia       | 21                                |
| Polonia        | 27                                |
| Irlanda        | 31                                |
| Portugal       | 47                                |

## Fase de grupos

### Grupo A
| Equipo    | Pts | PJ | PG | PE | PP | GF | GC | DG |
| --------- | --- | -- | -- | -- | -- | -- | -- | -- |
| Dinamarca | 9   | 3  | 3  | 0  | 0  | 3  | 0  | +3 |
| Alemania  | 6   | 3  | 2  | 0  | 1  | 5  | 1  | +4 |
| Suecia    | 3   | 3  | 1  | 0  | 2  | 3  | 4  | -1 |
| Finlandia | 0   | 3  | 0  | 0  | 3  | 1  | 7  | -6 |

- Los horarios corresponden a la Hora del Oeste Europeo (WET): UTC±00:00

| 5 de marzo, 13:15 | Alemania | 0:1 | Dinamarca    | Estádio Algarve, Faro |  |
|                   |          |     | Pedersen 46' |                       |  |

| 5 de marzo, 15:45 | Finlandia   | 1:3     | Suecia                                   | Estadio Municipal, Lagos |  |
|                   | Talonen 64' | Reporte | Ljungberg 25' · Fischer 29' · Lundin 87' |                          |  |

| 7 de marzo, 13:15 | Alemania                           | 3:0 | Finlandia | Estádio Algarve, Faro |  |
|                   | Prinz 17', 28' · Lingor 37' (pen.) |     |           |                       |  |

| 7 de marzo, 14:00 | Dinamarca   | 1:0     | Suecia | Estadio Municipal, Lagos |  |
|                   | Sørensen 6' | Reporte |        |                          |  |

| 10 de marzo, 13:15 | Dinamarca    | 1:0 | Finlandia | Estadio Municipal, Lagos |  |
|                    | Sørensen 47' |     |           |                          |  |

| 10 de marzo, 13:15 | Suecia | 0:2     | Alemania                      | Estadio Municipal, Vila Real de Santo António |  |
|                    |        | Reporte | Smisek 25' · Prinz 86' (pen.) |                                               |  |

### Grupo B
| Equipo         | Pts | PJ | PG | PE | PP | GF | GC | DG  |
| -------------- | --- | -- | -- | -- | -- | -- | -- | --- |
| Estados Unidos | 9   | 3  | 3  | 0  | 0  | 10 | 0  | +10 |
| Noruega        | 6   | 3  | 2  | 0  | 1  | 7  | 7  | 0   |
| Italia         | 3   | 3  | 1  | 0  | 2  | 4  | 6  | -2  |
| China          | 0   | 3  | 0  | 0  | 3  | 1  | 9  | -8  |

- Los horarios corresponden a la Hora del Oeste Europeo (WET): UTC±00:00

| 5 de marzo, 13:45 | China | 0:4     | Estados Unidos                                   | Estadio Municipal, Albufeira |  |
|                   |       | Reporte | Tarpley 5' · Heath 47' · Wambach 64' · Lloyd 69' |                              |  |

| 5 de marzo, 16:15 | Noruega                                                                     | 4:2 | Italia                      | Estadio Restinga, Alvor |  |
|                   | Thorsnes 9' · Storløkken 47' · Stangeland Horpestad 63' (pen.) · Kaurin 74' |     | Panico 34' · Gabbiadini 86' |                         |  |

| 7 de marzo, 13:45 | Estados Unidos            | 2:0     | Italia | Estadio Restinga, Alvor |  |
|                   | Tarpley 5' · O'Reilly 74' | Reporte |        |                         |  |

| 7 de marzo, 16:15 | Noruega                                        | 3:1 | China       | Estadio Municipal, Albufeira |  |
|                   | unknown 42' (o.g.) · Storløkken 64' · Wiik 90' |     | Guo Yue 62' |                              |  |

| 10 de marzo, 15:00 | China | 0:2 | Italia                 | Estadio Municipal, Loulé |  |
|                    |       |     | Conti 41' · Panico 70' |                          |  |

| 10 de marzo, 15:00 | Estados Unidos                                       | 4:0     | Noruega | Estadio Restinga, Alvor |  |
|                    | Kai 55' · Wambach 57' · O'Reilly 65' · Rodriguez 90' | Reporte |         |                         |  |

### Grupo C
| Equipo   | Pts | PJ | PG | PE | PP | GF | GC | DG |
| -------- | --- | -- | -- | -- | -- | -- | -- | -- |
| Islandia | 9   | 3  | 3  | 0  | 0  | 9  | 1  | +8 |
| Portugal | 6   | 3  | 2  | 0  | 1  | 5  | 4  | +1 |
| Irlanda  | 3   | 3  | 1  | 0  | 2  | 2  | 6  | -4 |
| Polonia  | 0   | 3  | 0  | 0  | 3  | 1  | 6  | -5 |

- Los horarios corresponden a la Hora del Oeste Europeo (WET): UTC±00:00

| 5 de marzo, 13:15 | Islandia                             | 2:0 | Polonia | Estadio Municipal, Lagos |  |
|                   | Stefánsdóttir 58' · Viðarsdóttir 81' |     |         |                          |  |

| 5 de marzo, 15:45 | Portugal                     | 2:0 | Irlanda | Estádio Algarve, Faro |  |
|                   | Fernandes 86' · Vieira 90+2' |     |         |                       |  |

| 7 de marzo, 15:30 | Portugal                               | 3:1 | Polonia    | Estádio Algarve, Faro |  |
|                   | Couto 17' · Fernandes 44' · Vieira 80' |     | Bochra 42' |                       |  |

| 7 de marzo, 16:30 | Irlanda   | 1:4 | Islandia                                                   | Estadio Municipal, Lagos |  |
|                   | Grant 23' |     | Arnardóttir 7' · Viðarsdóttir 12', 40' · Gunnarsdóttir 19' |                          |  |

| 10 de marzo, 15:45 | Portugal | 0:3 | Islandia                               | Estadio Municipal, Vila Real de Santo António |  |
|                    |          |     | Viðarsdóttir 15', 17' · Jónsdóttir 69' |                                               |  |

| 10 de marzo, 15:45 | Polonia | 0:1 | Irlanda   | Estadio Municipal, Lagos |  |
|                    |         |     | Grant 35' |                          |  |

## Fase final
- Los horarios corresponden a la Hora del Oeste Europeo (WET): UTC±00:00

### 11.º puesto
| 12 de marzo, 10:00 | Irlanda            | 2:2 (5:6 p.) | Polonia                 | Arsenio Catuna Complex, Guia |  |
|                    | O'Brien · O'Gorman |              | Stobba 23' · Winczo 48' |                              |  |

### 9.º puesto
| 12 de marzo, 10:00 | China                                                     | 1:1 (5:4 p.)               | Portugal                                                | CD Montechoro, Albufeira |  |
|                    | Bi Yan 1'                                                 |                            | Fernandes 34'                                           |                          |  |
|                    |                                                           | Tiros desde el punto penal |                                                         |                          |  |
|                    | Li Jie · Xu Yuan · Wang Kun · Ying · Bi Yan · Song Xiaoli |                            | Matias · Vieira · Fernandes · Brandão · Couto · Valinho |                          |  |

### 7.º puesto
| 12 de marzo, 10:30 | Finlandia | 0:3 | Islandia                                               | Estadio Municipal, Loulé |  |
|                    |           |     | Viðarsdóttir 12' · Hönnudóttir 41' · Gunnarsdóttir 90' |                          |  |

### 5.º puesto
| 12 de marzo, 10:30 | Suecia                         | 3:0     | Italia | Estadio José Arcanjo, Olhão |  |
|                    | Öqvist 56' · Svensson 61', 80' | Reporte |        |                             |  |

### 3.º puesto
| 12 de marzo, 10:00 | Alemania | 0:2 | Noruega                | Estadio Municipal, Vila Real de Santo António |  |
|                    |          |     | Wiik 41' · Knutsen 50' |                                               |  |

### Final
| 12 de marzo, 13:15 | Dinamarca    | 1:2     | Estados Unidos        | Estadio Municipal, Vila Real de Santo António |                 |
|                    | Sørensen 31' | Reporte | Kai 14' · Wambach 50' | Árbitra: Schett                               | Árbitra: Schett |

| Campeón                   |
| Estados Unidos 6.º título |

## Goleadoras
| Jugadora             | Goles |
| -------------------- | ----- |
| Margrét Vidarsdóttir | 6     |
| Abby Wambach         | 3     |
| Birgit Prinz         | 3     |
| Cathrine Sorensen    | 3     |
| Edite Fernandes      | 3     |